# Josida Kenkó
Josida Kenkó (japánul: 吉田 兼好, Hepburn-átírással: Yoshida Kenkō) (1283? – 1352?), eredeti nevén Urabe Kanejosi, japán sintó jóscsaládból származott, évekig szolgált az udvarban, majd szerzetesnek állt. Több helyütt is remetéskedett, de költőként eközben is előkelő körökben forgott: patrónusa volt Go-Daigo császár éppúgy, mint az uralkodót száműző Asikaga Takaudzsi sógun. Több mint 300 vakája ismert, legjelentősebb műve mégis a Curezuregusza (’Ráérő időben’) címen írott emlékezések, adomák, meditációk, tényismertetések, álomtöredékek és filippikák, a zuihicu (japán esszé) műfaj három nagy klasszikusának egyike, a japán próza máig ható, olvasott és idézett gyöngyszeme.